# ألف هانسون
ألف هانسون (بالإنجليزية: Alf Hanson)‏ (27 يوليو 1912 في المملكة المتحدة - 1993 في المملكة المتحدة) هو لاعب كرة قدم إنجليزي في مركز جناح ‏. لعب مع تشيلسي ومانشستر سيتي ونادي شيلبورن ونادي ليفربول ونادي غلوستر سيتي وEllesmere Port Town F.C. ‏ وSouth Liverpool F.C. ‏.

## وصلات خارجية
- ألف هانسون على موقع قاعدة بيانات كرة القدم.إي يو (الإنجليزية)
- ألف هانسون على موقع عالم كرة القدم.نت (الإنجليزية)